# Kënga Magjike

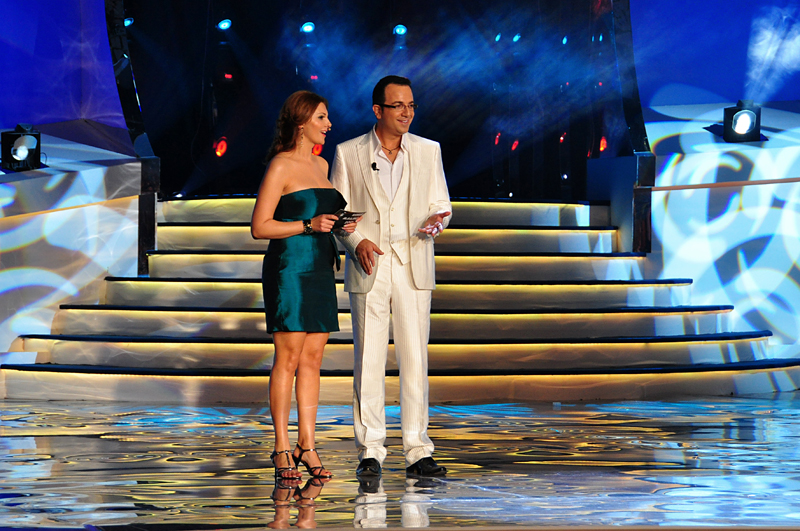
Veranstalter Ardit Gjebrea beim Kënga Magjike 2009

Kënga Magjike (albanisch für „das magische Lied“) ist ein seit 1999 jährlich stattfindender Gesangswettbewerb. Ideenträger und Produzent ist Ardit Gjebrea.

## Geschichte
Kënga Magjike wurde erstmals im November 1999 als alternatives Musikfestival der leichten Musik veranstaltet. Ardit Gjebrea – einer der berühmtesten Sänger Albaniens – wollte damit die berühmtesten Musiktalente Albaniens auf der Bühne vereinen, von denen viele während vieler Jahre nicht aufgetreten waren. Der albanische Präsident Rexhep Meidani ehrte während der Übertragung ein Jurymitglied mit einem Preis. Das Festival wurde mit 34 vorgetragenen Liedern ein großer Erfolg. Der Wettbewerb wurde zunächst von TVSH, RTV 21 und fünf Radiosendern ausgestrahlt.
Auch in den folgenden Jahren fand Kënga Magjike statt. 2002 wurde es erstmals im Kosovo durch RTK ausgestrahlt. Viele auch international berühmte Stars, Sänger und Komponisten traten bei Ardit Gjebreas Show auf: unter anderem Brigitte Nielsen im Jahr 2003, Samantha Fox und Rednex im Jahr 2004 und der Operntenor Saimir Pirgu im Jahr 2006.
TV Klan ist seit 2003 regelmäßig Hauptveranstalter der Show. Auch 2007 war der Wettbewerb ein Großerfolg: Er verzeichnete hohe Zuschauerzahlen und erstmals wurde das Festival auch in Mazedonien durch ALSAT-M ausgestrahlt.

## Austragungsorte
Bisher fand das Festival im Kongresspalast (albanisch Pallati i kongreseve) in Tirana statt. Nur die Austragungen in den Jahren 2004 und 2021 fanden an anderen Orten statt: 2004 in der kosovarischen Hauptstadt Pristina, 2021 im Studio von „E diela shiptare“, einer albanischen Nachmittagssendung, die von Ardit Gjebera moderiert wird.

## Gewinner
| Jahr | Musiker                           | Songtitel                   |
| ---- | --------------------------------- | --------------------------- |
| 1999 | Elsa Lila                         | Vetëm Një Fjalë             |
| 2000 | Irma Libohova und Eranda Libohova | Një mijë ëndrra             |
| 2001 | Rovena Dilo und Pirro Çako        | Për një çast më ndali zemra |
| 2002 | Mira Konçi                        | E pathëna fjalë             |
| 2003 | Ema Bytyçi                        | Ku je ti                    |
| 2004 | Irma Libohova                     | Prapë tek ti do të vijë     |
| 2005 | Gentiana Ismajli                  | Nuk dua tjetër              |
| 2006 | Armend Rexhepagiqi                | Kur dashuria vdes           |
| 2007 | Aurela Gaçe                       | Hape veten                  |
| 2008 | Jonida Maliqi                     | Njëri nga ata               |
| 2009 | Eliza Hoxha und Rosela Gjylbegu   | Rruga e zemrës              |
| 2010 | Juliana Pasha und Luiz Ejlli      | Sa e shite zemrën           |
| 2011 | Redon Makashi                     | Më lër të fle               |
| 2012 | Alban Skënderaj                   | Refuzoj                     |
| 2013 | Besa                              | Tatuazh në zemër            |
| 2014 | Aurela Gaçe und Young Zerka       | Pa Kontroll                 |
| 2015 | Aurela Gaçe                       | Akoma Jo                    |
| 2016 | Rozana Radi                       | Ma thuaj ti                 |
| 2017 | Anxhela Peristeri                 | E çmendur                   |
| 2018 | Flori Mumajesi                    | Plas                        |
| 2019 | Eneda Tarifa                      | Ma zgjat dorën              |
| 2021 | Alban Ramosaj                     | Thikat e mia                |
| 2022 | Marsela Çibukaj                   | I Paftuar                   |
| 2024 | Rozana Radi und Sany              | Akoma                       |